# Rosalie Sprooten
Rosalie Sprooten (Epen, maart 1938) is een Nederlands auteur. Ze debuteerde in 1981 met een gedichtenbundel en publiceerde sindsdien een vijftiental romans, novelles en verhalenbundels. Haar werk is sterk autobiografisch en getuigt van een grote maatschappelijke betrokkenheid.

## Biografische schets
Rosalie Sprooten groeide op als het enige meisje in een gezin met zes broers in het Zuid-Limburgse Epen. Haar ouders dreven er een familiehotel. In 1955 verbleef ze als zeventienjarige au pair enige tijd in Brussel. Daarna volgde ze in Nijmegen de Mikojel-opleiding (voor leidinggevenden in het jeugdwerk) en werkte ze enkele jaren in de gezinszorg. In 1964 trouwde de katholiek opgevoede Sprooten, tegen de wens van haar ouders, met een protestantse zeeman. Het kerkelijk huwelijk werd gesloten door de pasgewijde priester Huub Oosterhuis en de protestantse dominee Van Waesberge, waardoor het mogelijk het eerste oecumenische huwelijk in Nederland was. Samen met haar echtgenoot voer ze daarna ruim een jaar aan boord van Scandinavische koelschepen op de wilde vaart. Terug aan wal werkte ze dertien jaar als therapeut in de psychiatrie. Tijdens een burn-out begon ze te schrijven.
Sprooten is al vele jaren actief op het gebied van de dierenbescherming. Zo zette ze zich langdurig in voor de lotsverbetering van de abominabel slecht gehuisveste beren in de Maastrichtse berenkuil. Haar initiatief leidde tot vragen in de Tweede kamer. Pas in de jaren 1990 kwam er met de definitieve sluiting van de Berenkuil een einde aan de wantoestanden. Omstreeks 2000 was Sprooten een van de initiatiefnemers van de landelijke actie Bomen voor Koeien. Ze is ambassadeur van de Dierenbescherming Limburg en van de stichting Canilos, die zich inzet voor het lot van de kettinghonden op het Griekse eiland Lesbos. In 2007 stond ze als lijstduwer op de lijst van de Partij voor de Dieren bij de provinciale statenverkiezingen in Limburg. Eveneens sinds 2007 treedt ze naar voren als ambassadeur van het Limburgs.
Sprooten woont en werkt al meer dan vijftig jaar in Maastricht. Na enkele jaren in de binnenstad gewoond te hebben, verhuisde ze in 1969 naar een huis met een grote tuin in het Maastrichtse grensdorp Wolder.

## Werk
Na haar debuut, de gedichtenbundel Ambtenaar in de gezondheidszorg over haar ervaringen in de psychiatrie, duurde het acht jaar voordat Rosalie Sprooten in 1989 haar eerste roman publiceerde. De pest voor een schip is mogelijk de eerste door een vrouw geschreven roman over het leven op zee. In 1991 verscheen Bericht aan Hare Majesteit, waarin ze de verzetsactiviteiten in haar geboortedorp Epen beschreef. Het boek werd vertaald in het Duits en Spaans. In 1993 verscheen Muren van glas, een literair maatschappelijk pamflet over de psychiatrie en het burn-outsyndroom, waarvan Ischa Meijer vond dat het verfilmd zou moeten worden. In 1995 verscheen een briefwisseling met NRC-journalist Max Paumen, waarin Sprooten telkens een wandeling door Maastricht beschrijft en de in Maastricht geboren Paumen daarop antwoordt met zijn herinneringen aan die plaatsen. Het boek beleefde meerdere drukken en werd vertaald in het Spaans en Russisch. In haar boek Een vrouw voor zonen uit 1999 ging Sprooten op zoek gaat naar het verleden van haar ouders en voorouders in Zuid-Limburg en de Belgische grensstreek. In Hel en vergiffenis uit 2014 deed ze verslag van de schokkende moord op de Maastrichtse advocaat en procureur Eugène van Oppen en diens twee kinderen in 1885. Haar roman De prijs uit 2019 gaat over roddel en achterklap, trouw en ontrouw, ouder worden, vriendschap en eenzaamheid in een kleine gemeenschap.